# Hyles tithymali

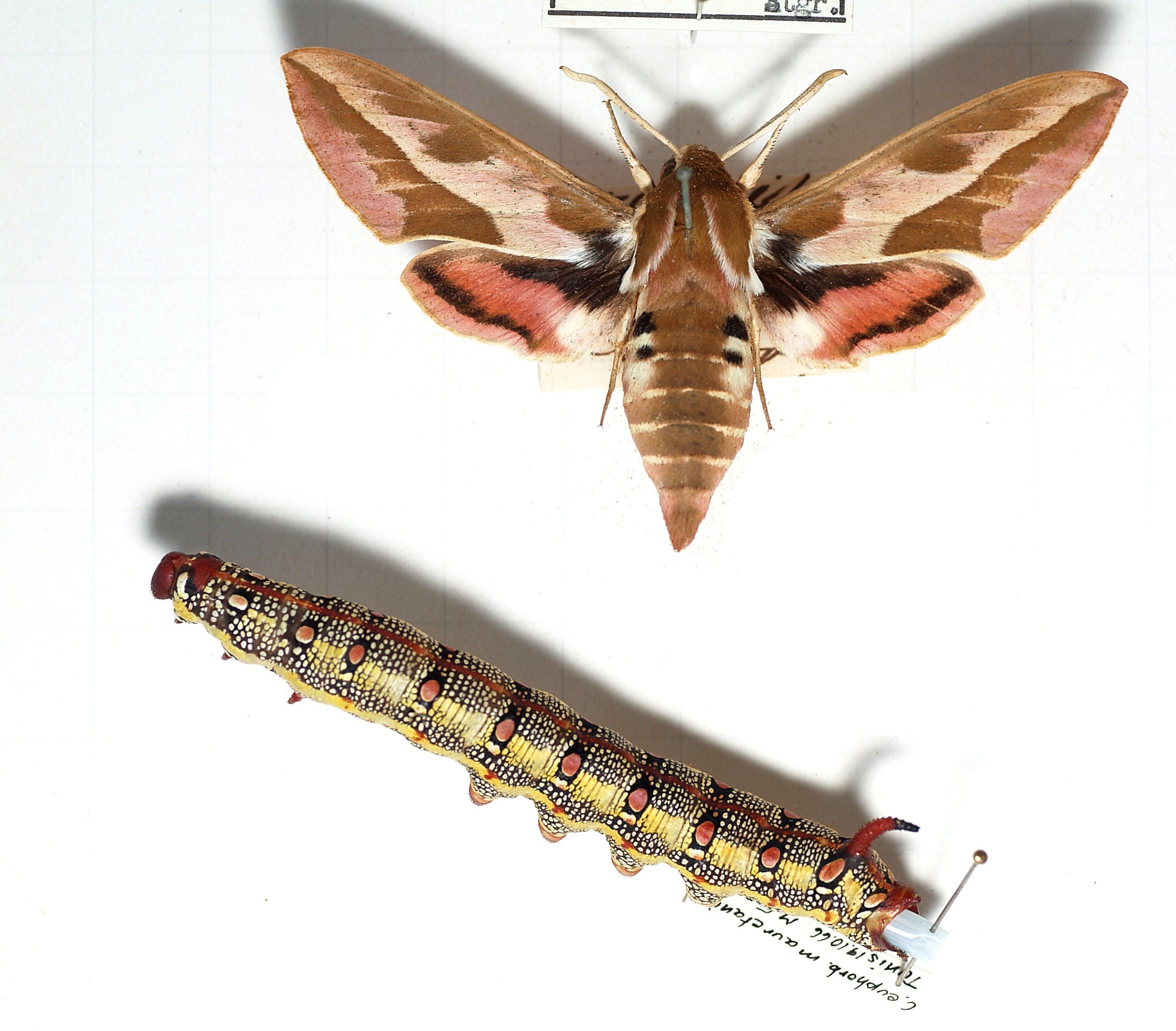
Präparate von Hyles tithymali deserticola

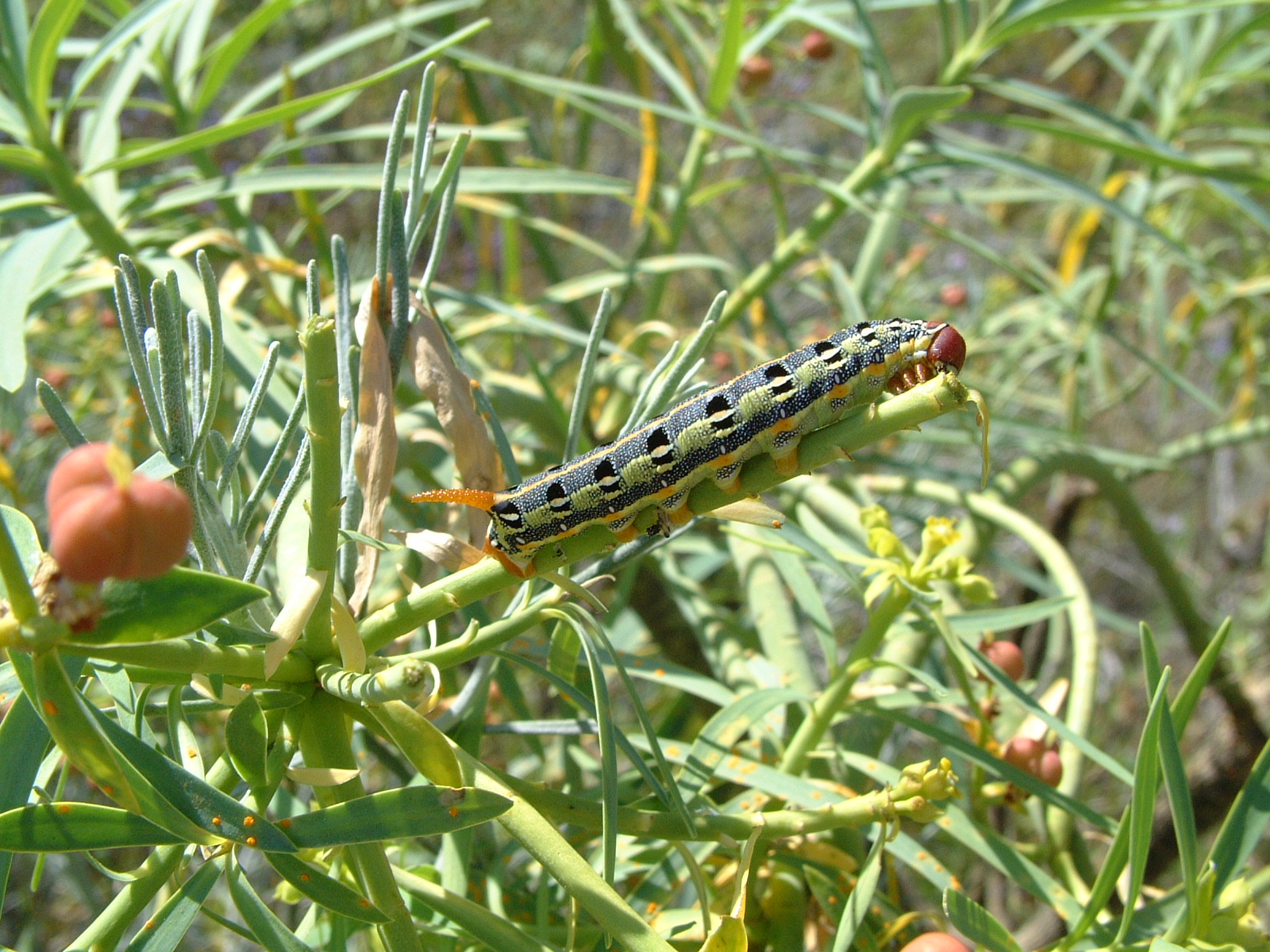
Raupe der Nominatunterart auf Euphorbia broussonetii, von La Palma (Kanaren)

Hyles tithymali ist ein Schmetterling (Nachtfalter) aus der Familie der Schwärmer (Sphingidae). Die Art gehört innerhalb der gut durch mtDNA-Untersuchungen abgegrenzten Gattung Hyles zum Hyles-euphorbiae-Komplex im engeren Sinne (s. str.). Die Arten innerhalb dieser Gruppe sind in ihrem Äußeren stark variabel und zeigen entweder nach Verbreitungsgebiet oder bewohntem Lebensraum eine beträchtliche Anzahl an Farbvarianten, sehen sich jedoch wiederum allesamt so ähnlich, dass eine Artbestimmung anhand äußerer Merkmale nur teilweise sicher möglich ist. Die wärmeliebende Art ist in Teilen des Mittelmeerraums, Nordafrikas und des Nahen Ostens beheimatet. Die Raupen aller Unterarten ernähren sich von verschiedenen Wolfsmilch-Arten (Euphorbia).

## Merkmale

### Merkmale der Imagines
Die Falter erreichen Flügelspannweiten von 60 bis 85 Millimetern und haben die für Arten der Gattung Hyles typische Färbung: Ihre braunen Vorderflügel tragen eine gewellte und eingebuchtete helle Binde, die am Flügelhinterrand nahe der Flügelwurzel als breiter Streifen beginnt und allmählich schmaler werdend bis in den Apex verläuft. Das Saumfeld ist ebenso hell gefärbt. Die Hinterflügel haben mittig eine breite, rosarote Binde, eine schwarze Basis und eine schwarze Saumbinde. Am Flügelinnenrand grenzt an die rosarote Binde ein weißer Fleck an. Die Art unterscheidet sich vom stärker variabel gefärbten Wolfsmilchschwärmer (Hyles euphorbiae) gut durch eine schmalere und cremefarbene Binde auf den Vorderflügeln der Weibchen, sowie einer breiteren und silbernen Binde bei den Männchen. Letztere haben häufig auch silbern gefärbte Flügeladern.
Die Unterart Hyles tithymali mauretanica sieht der Nominatunterart Hyles tithymali tithymali häufig ähnlich, sie ist jedoch in Richtung von Wüstengebieten zunehmend kleiner und blasser gefärbt. Die Unterart Hyles tithymali deserticola ist in ihrer Größe sehr variabel und hat eine Flügelspannweite von nur 45 bis 75 Millimetern. Die kleinsten Individuen findet man in heißesten Trockengebieten. Auch die Intensität ihrer Färbung ist variabel, Individuen aus den Trockengebieten sind in der Regel deutlich blasser gefärbt. Hyles tithymali himyarensis hat eine Flügelspannweite von 60 bis 80 Millimetern und sieht der Unterart H. t. deserticola sehr ähnlich und ist leicht mit ihr zu verwechseln, manche Individuen sehen jedoch Hyles euphorbiae conspicua ähnlich, die ebenso eine blasse Färbung haben können. Hyles tithymali gecki hat eine Flügelspannweite von 70 bis 85 Millimetern und ähnelt in ihrer Färbung teilweise den Faltern von H. t. mauretanica aus Marokko. Ihre Vorderflügel haben eine dunkel olivbraune Grundfarbe, die jedoch manchmal auch rotbraun ausgebildet sein kann. Die Binde auf den Vorderflügeln ist meistens blass gelblich-cremefarben, selten auch weißlich-grau. Hyles tithymali phaelipae ist düsterer und kräftiger gefärbt als die Nominatunterart, manche Individuen ähneln jedoch Hyles tithymali gecki.

### Ei
Die Eier von Hyles tithymali sehen denen des Wolfmilchschwärmers sehr ähnlich und sind blaugrün, jedoch mit einem deutlichen Blauschimmer. Zwischen den einzelnen Unterarten gibt es praktisch keine Unterscheidungsmerkmale, lediglich H. t. mauretanica hat mit hell blaugrün glänzenden Eiern solche, die in ihrem Aussehen identisch sind mit denen des Wolfmilchschwärmers.

### Raupe
Die Raupen der Nominatunterart erreichen eine Körperlänge von 70 bis 80 Millimetern. Sie sind zunächst komplett schwarz und verfärben sich erst nach dem Fressen an den Nahrungspflanzen nach und nach oliv-schwarz. Ab dem dritten oder vierten Raupenstadium weisen die Tiere bereits die Färbung der ausgewachsenen Raupen auf. Sie unterscheiden sich in ihrer Färbung von denen des nahe verwandten Wolfsmilchschwärmers und ähneln am ehesten einigen Farbvarianten der Raupen des Linienschwärmers (Hyles livornica). Die Rückenlinie, das Analhorn, die Bauchbeine und der Kopf sind rot gefärbt. Die Rückenlinie wird beidseits von einem schwarzen, hell gesprenkelten Längsband flankiert. Etwas darunter verläuft eine Linie aus schwarz umrandeten, weißen Augenflecken, die in das schwarze Längsband hineinragen. Bei etwa zwei Drittel der Individuen sind diese weißen Augenflecken rötlich getönt. An den Seiten des Körpers verläuft ein weiteres schwarzes, hell gesprenkeltes Längsband, ansonsten ist der Körper gelbgrün gefärbt.
Die Raupen von H. t. deserticola können nicht von denen der Nominatunterart unterschieden werden. Die der Unterart H. t. mauretanica werden gleich lang und sind ebenso sehr ähnlich, haben aber eine eher blassere Färbung und etwas größere Augenflecken, die auch breiter schwarz umrandet sind. Die Raupen von H. t. himyarensis werden gleich lang, ähneln jedoch denen von Hyles dahlii, da der Körper im letzten Stadium rußig-schwarz gefärbt ist und mit feinen weißen Pünktchen übersät ist. Auf Höhe der Linie von sehr weißen Augenflecken verläuft eine gelborange Längslinie. Direkt unterhalb dieser Linie sind die feinen Pünktchen blassgelb gefärbt und bilden eine schlecht erkennbare Längsbinde. Eine weitere, abwechselnd orange und gelb gefärbte Längslinie verläuft unterhalb der Seiten des Körpers. Analhorn, Kopf, Bauch- und Thorakalbeine und die Rückenlinie sind gelb-orange bis rot gefärbt. Die Raupen von H. t. gecki werden 75 bis 100 Millimeter lang. Wie bei der Nominatunterart sind die jungen Raupen zunächst schwarz und erst nach dem Fressen oliv-schwarz gefärbt. Im zweiten Raupenstadium ähneln sie den Raupen der Nominatunterart sehr. Ihr Körper hat eine gelbe Grundfarbe und trägt beidseits des Rückens je eine Reihe von runden, auffällig grell-weißen Augenflecken. Die Rückenlinie und die Linien auf den Seiten des Körpers sind gelbgrün gefärbt. Der Kopf ist dunkelorange, das Analhorn fast schwarz und glanzlos. Im dritten und vierten Raupenstadium sehen die Tiere der Unterart H. t. mauretanica sehr ähnlich. Ebenso ähnlich sind sie dieser Unterart im letzten Stadium, unterscheiden sich aber von dieser durch deutlich schmalere gelbe Längslinien beidseits des Rückens und nur eine gering ausgeprägte Gelbfärbung auf den Bauchbeinen. Wie auch bei der Nominatunterart sind die Augenflecken von etwa zwei Drittel der Individuen rötlich getönt. Die Raupen von H. t. phaelipae werden 75 bis 85 Millimeter lang. Die jungen Raupen sind zunächst grün, verfärben sich rasch dunkel-olivgrün und schließlich mit dem Fressen oliv-schwarz. Im dritten Stadium tritt die Musterung der Tiere nach und nach gut erkennbar auf. Die Augenflecken sind dann zunehmend oval und anfangs weiß, nach einigen Tagen ocker-orange gefärbt. Ab dem vierten Stadium haben die Tiere die Musterung, wie sie auch im letzten Stadium auftritt. Über 95 % der Tiere tragen vom Kopf bis zum Analhorn jeweils auf Höhe der Augenflecken eine blasse gelbgrüne Längslinie. Der schwarz gefärbte Bereich um die Augenflecken wird durch diese Linie in einen oberen und unteren Teil getrennt. Die Färbung ähnelt einigen Farbvarianten der Raupen des Linienschwärmers.

### Puppe
Die Puppe ist gleich wie beim Wolfsmilchschwärmer hell gelblich-braun gefärbt und hat dunkle Segmenteinschnitte. Sie ist bei allen Unterarten in ihrer Erscheinung gleich.

## Verbreitung und Lebensraum
Die Nominatunterart kommt hauptsächlich auf den Kanarischen Inseln, einschließlich Lanzarote vor. Es ist auch eine Population von den Kapverdischen Inseln bekannt, deren taxonomische Stellung jedoch unklar ist. Die Tiere treten von Meereshöhe bis etwa 1000 Meter weit verbreitet und häufig auf, besiedeln jedoch vor allem trockene und warme Gebiete, wie etwa steile Hänge und Kulturland mit Bewuchs der Raupennahrungspflanzen.
Hyles tithymali mauretanica ist in ihrer Verbreitung auf die Bergregionen Nordafrikas, von Marokko bis Tunesien beschränkt. Sie besiedelt trockene, felsige Hänge und in offeneren Gebieten sandige, trockene Flussbetten mit ausreichendem Bewuchs von Wolfsmilch. In den an den Kern des Verbreitungsgebietes angrenzenden Wüstengebieten vermischen sich die Populationen mit der Unterart Hyles tithymali deserticola. Diese Unterart tritt in Nordafrika südlich des Atlasgebirges vom Osten Mauretaniens über Marokko, den Süden Algeriens bis in den Osten Ägyptens auf. Man findet die Unterart auch in Senegal. Sie besiedelt Wüstensteppen, stabile Dünen, trockene, sandige Flussbetten und insbesondere im Süden Algeriens auch Randgebiete um Oasen. Vermutlich hat sich das Verbreitungsgebiet zur Zeit der letzten Eiszeit östlich bis in den Jemen erstreckt, wo heute noch in den Bergregionen eine isolierte Population auftritt, die als eigene Unterart, Hyles tithymali himyarensis, geführt wird. Sie tritt in der Wacholderwaldzone des jemenitischen Hochlandes zwischen 2000 und 2500 Metern auf. Hyles tithymali gecki tritt nur auf Madeira auf und besiedelt steile Klippen mit reichlichem Bewuchs von Euphorbia piscatoria. Einige Populationen in Portugal und dem Westen Spaniens scheinen Hybride zwischen dieser Unterart und Hyles euphorbiae euphorbiae zu sein. Die seit 2007 bekannte Unterart Hyles tithymali phaelipae ist bislang nur auf El Hierro nachgewiesen, einzelne Exemplare der Nachbarinsel La Palma sehen dieser Unterart jedoch sehr ähnlich, was weitere Untersuchungen notwendig macht. Die Unterart besiedelt trockene Hänge mit ausreichendem Bewuchs von Euphorbia broussonetii (= E. lamarckii auct.).
H. t. deserticola wurde mehrmals auch auf Fuerteventura beobachtet, mtDNA-Untersuchungen konnten jedoch nachweisen, dass es sich bei diesen Individuen um blasse Exemplare der Nominatunterart handelte. Die helle Färbung wird vermutlich durch Fressen an Euphorbia paralias, welche an heißen und trockenen Sanddünen wächst, hervorgerufen.

## Lebensweise
Die Imagines von Hyles tithymali werden sowohl von Licht als auch von Blüten, wie etwa der Bougainvillea, angezogen. Zumindest bei der Nominatunterart und auch bei H. t. gecki und H. t. deserticola ist nachgewiesen, dass die Falter vorwiegend nach Mitternacht aktiv sind, wobei die weibliche Partnerwerbung und die darauf folgende Paarung zwischen 01:30 und 03:00 Uhr stattfindet. Dieses Verhalten unterscheidet Hyles tithymali deutlich vom nahe verwandten Wolfsmilchschwärmer, der von etwa 22:00 Uhr bis Mitternacht aktiv ist. H. t. deserticola ist an sehr heißen Tagen auch tagsüber aktiv.
Die Raupen von H. t. deserticola vertragen Temperaturen über 36 °C, ganz im Gegensatz zu denen von H. t. mauretanica, sehr gut.

### Flug- und Raupenzeiten
Die Falter der Nominatunterart treten ganzjährig in kontinuierlich aufeinander folgenden Generationen auf, sind jedoch von Mai bis August selten. H. t. deserticola tritt ebenso ganzjährig auf, ist jedoch im Frühjahr am häufigsten. Von April bis September kann man sämtliche Entwicklungsstadien gleichzeitig beobachten. Bei dieser Unterart können lang anhaltende Regenfälle im Winter Massenauftreten hervorrufen. Bei H. t. gecki und H. t. phaelipae wird vermutet, dass sie ganzjährig auftreten, bisher sind Falter ersterer Unterart von April bis Oktober, Falter letzterer Unterart von Februar bis Oktober, jeweils in mehreren Generationen nachgewiesen. H. t. mauretanica fliegt pro Jahr in drei Generationen im April/Mai, Juni/Juli und August/September. H. t. himyarensis in zwei bis drei Generationen von April bis September.
Die Präimaginalstadien der Nominatunterart treten auf Grund der kontinuierlichen Generationenfolge ganzjährig gleichzeitig auf, die Raupen sind jedoch von Juli bis Oktober selten. Ebenso verhält es sich mit den Raupen von H. t. deserticola, die aber vor allem im April und Mai häufig sind. Die Raupen von H. t. mauretanica treten von April bis Oktober auf und sind in niederschlagsreichen Jahren sehr häufig. Die Raupen von H. t. decki findet man von April bis Dezember, die von H. t. phaelipae hauptsächlich von März bis Dezember und die von H. t. himyarensis von April bis Oktober.

### Nahrung der Raupen
Die Raupen der Nominatunterart ernähren sich hauptsächlich von Euphorbia regis-jubae und Euphorbia broussonetii, wobei erstere nur auf Gran Canaria, Fuerteventura und Lanzarote, letztere auf den übrigen Kanareninseln wächst. Darüber hinaus werden gelegentlich auch Euphorbia paralias und Euphorbia segetalis gefressen. Die Raupen von H. t. deserticola sind hauptsächlich an Euphorbia guyoniana, seltener an Euphorbia calyptrata, Euphorbia rigida und Euphorbia terracina nachgewiesen. Die Raupen von H. t. mauretanica fressen an verschiedenen krautigen Euphorbien, insbesondere an Euphorbia paralias, Euphorbia terracina, Euphorbia characias, Euphorbia pinifolia und Euphorbia nicaeensis. H. t. decki frisst nur auf der auf Madeira endemischen Euphorbia piscatoria, und H. t. phaelipae an Euphorbia broussonetii. H. t. himyarensis frisst hauptsächlich an verschiedenen krautigen Euphorbien, besonders an Euphorbia cyparissioides. Die Raupen dieser Unterart sind auch an Euphorbia peplus nachgewiesen.

## Entwicklung
Die Eier werden in Gruppen zu bis zu 25 Stück an den Spitzen junger Triebe von klein gewachsenen Raupennahrungspflanzen abgelegt. Die Raupen schlüpfen nach vier bis acht Tagen. Junge Raupen fressen zunächst an den jungen Pflanzen, später wechseln die Tiere zunehmend auf größere, ältere Pflanzen, auf denen sie relativ offen fressen. Phasen intensiver Nahrungsaufnahme wechseln ab mit längeren Fraßpausen, in denen sich die Tiere sonnen. Es kommt vor, dass auf einer Pflanze so viele Raupen fressen, dass große Teile kahlgefressen werden. Im Hochsommer kann die Entwicklung bis zur Verpuppung bereits in 20 Tagen abgeschlossen sein. Die Raupen von H. t. gecki sind in ihrer Lebensweise denen der Nominatunterart sehr ähnlich, sind jedoch bis zum letzten Raupenstadium im Wesentlichen nur tagaktiv. Die Raupen von H. t. phaelipae haben die nahezu gleiche Lebensweise wie die der Nominatunterart.
Wie auch beim Wolfsmilchschwärmer findet die Verpuppung am Erdboden in einem lose gesponnenen Kokon, in den Pflanzenteile, Erde und ähnliches eingesponnen werden, statt. Die Puppe verträgt für gewöhnlich keine Temperaturen unter dem Gefrierpunkt. Die Überwinterung findet bei H. t. mauretanica und H. t. gecki im Puppenstadium statt, ebenso wie bei den meisten Individuen von H. t. deserticola. Bei der Nominatunterart sowie den Unterarten himyarensis und deserticola überliegen die Puppen häufig zwei oder mehr Jahre, bevor die Imagines schlüpfen, was eine Anpassung an ein trockenes Wüstenklima darstellt. Der Schlupf findet schließlich nach starken Regenfällen statt.

## Taxonomie und Systematik
Die Art wird je nach Autor in eine Reihe von Unterarten aufgeteilt, deren Verwandtschaftsverhältnisse und Status jedoch mehr oder weniger unklar sind. Anhand von mtDNA-Untersuchungen scheint jedoch sicher, dass der Hyles euphorbiae-Komplex im weiteren Sinne in zwei Linien, nämlich die euphorbiae- und die tithymali-Linie aufgeteilt werden kann. Innerhalb der tithymali-Linie finden sich neben den diversen Unterarten von Hyles tithymali, Hyles costata und Hyles sammuti, die damit als nächstverwandte Arten gelten. Insbesondere bei letzterer Art ist jedoch der Artstatus noch nicht zweifelsfrei geklärt. Denn da innerhalb der Gattung Hyles fortpflanzungsfähige Hybride häufig sind, ist es denkbar, dass Hyles sammuti nicht rein auftritt, sondern ein Hybride zwischen zwei Arten des Hyles euphorbiae-Komplex darstellt.
Im Folgenden werden die Unterarten von Hyles tithymali nach Kitching/Cadiou (2000) gelistet, welche auch durch die aktuelle mtDNA-Untersuchung von Hundsdoerfer/Kitching/Wink (2005) bestätigt wurden:
- Hyles tithymali tithymali (Boisduval, 1834)
- Hyles tithymali mauretanica (Staudinger, 1871)
- Hyles tithymali himyarensis Meerman, 1988
- Hyles tithymali gecki de Freina, 1991
- Hyles tithymali deserticola (Staudinger, 1901)

Die beiden Unterarten Hyles tithymali sammuti Eitschberger, Danner & Surholt, 1998 und Hyles tithymali cretica, Eitschberger, Danner & Surholt, 1998, die bei Pittaway Erwähnung finden, sind in den beiden oben genannten Werken als eigenständige Arten ausgewiesen. Pittaway zählt auch eine seit 2007 neue Unterart hinzu, welche auf Grund eines Formalfehlers 2012 von den Autoren nochmals erstbeschrieben werden musste: Hyles tithymali phaelipae Gil-T. & Gil-Uceda, 2012 . Der Status dieser Unterart soll anhand Untersuchungen von Imagines und Raupen gut begründet sein.

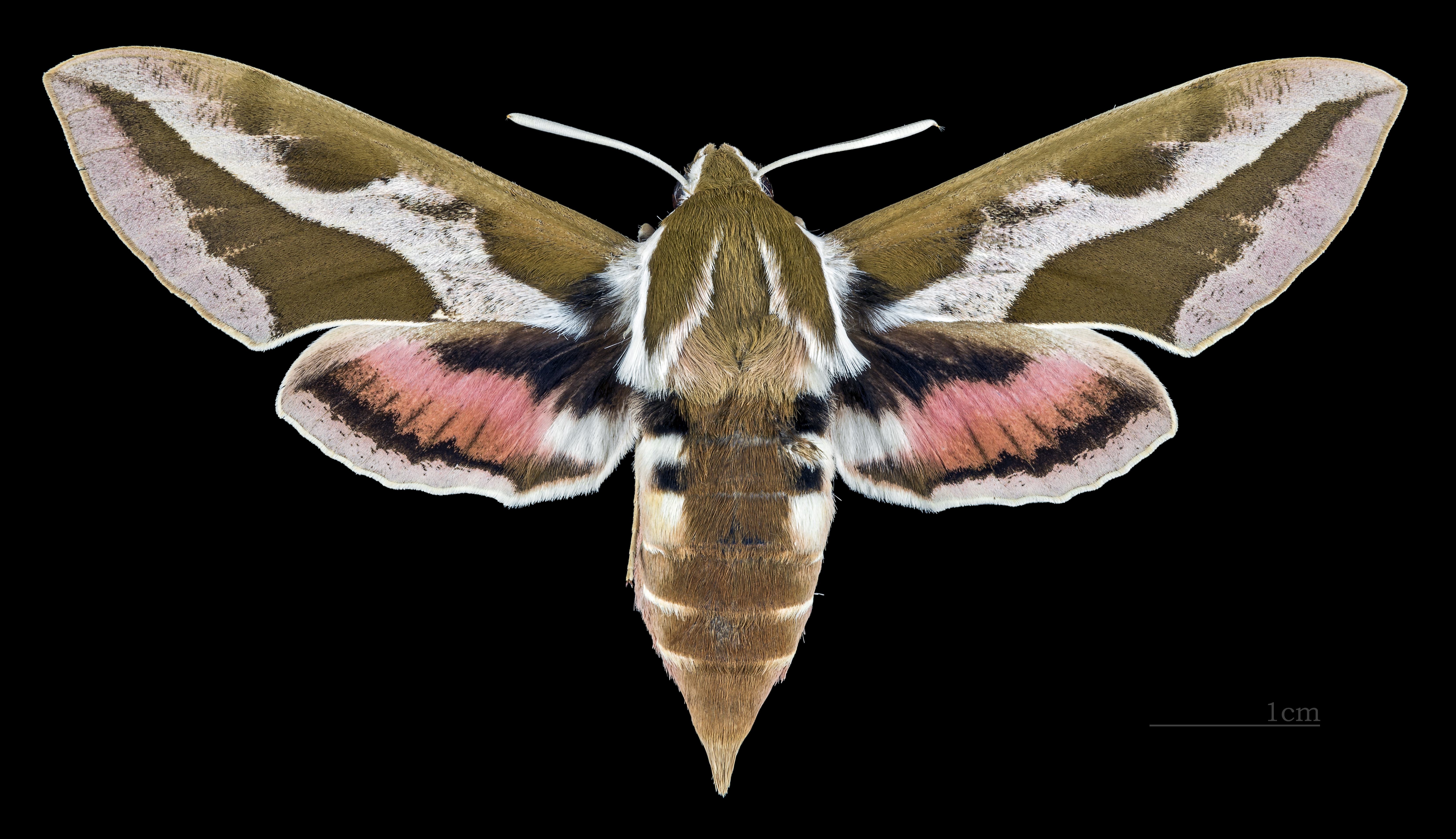
Hyles tithymali mauretanica - Dorsalansicht
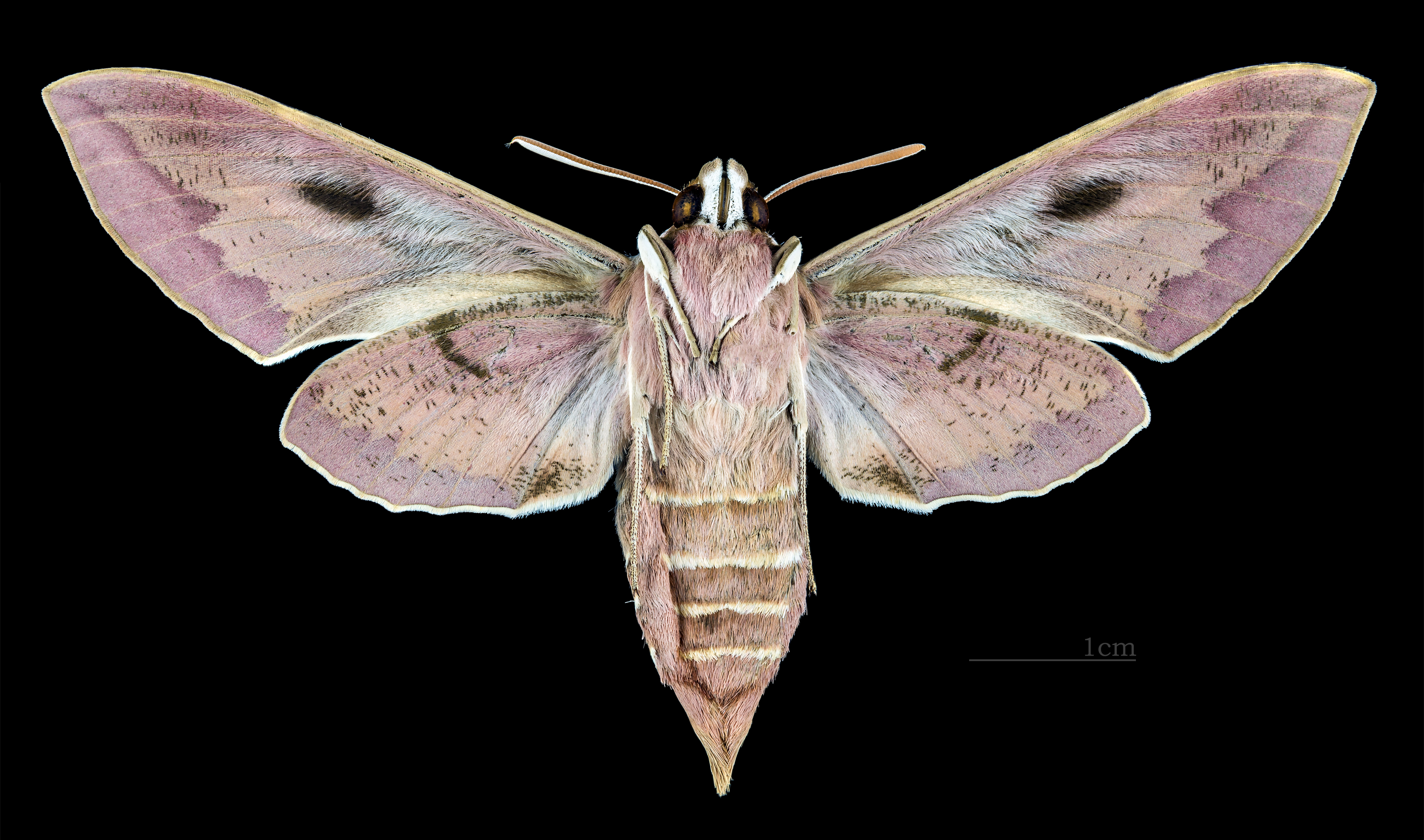
Hyles tithymali mauretanica - △ Ventralansicht